# Fredrik Gustafsson
Fredrik Gustafsson, född 1964 i Aneby, är en svensk forskare. Han är professor i sensorinformatik vid Linköpings universitet. 
Fredrik Gustafsson har en civilingenjörsexamen i elektroteknik 1988 och en doktorsexamen i reglerteknik 1992, båda från Linköpings universitet. 1999 utnämndes han till professor i kommunikationssystem och 2005 i sensorinformatik vid Linköpings universitet.
Gustafssons forskningsområden är stokastisk signalbehandling, adaptiv filtrering och förändringsdetektion, med tillämpningar inom kommunikation, fordon, flyg och ljud.
Gustafsson tilldelades Arnbergska priset av Kungliga Vetenskapsakademien (KVA) 2004 och är ledamot i Kungliga Ingenjörsvetenskapsakademien (IVA) sedan 2007. 2011 erhöll han ett forskningsstipendium i Åke Svenssons namn från SAAB. Han är biträdande redaktör för EURASIP Advances in Signal Processing och IEEE Transactions on Aerospace and Electronic Systems.